# Матвеев мост
Матве́ев мост — автодорожный металлический балочный мост через Крюков канал в Адмиралтейском районе Санкт-Петербурга, соединяет Коломенский и Казанский острова. Мост сохранил архитектурный облик, характерный для мостов Крюкова канала 1780-х годов. Объект культурного наследия России регионального значения.

## Расположение
Расположен по чётной (южной) набережной реки Мойки между домами № 100 и 102, в месте пересечения Крюкова канала и Мойки. Образует ансамбль с расположенным рядом Краснофлотским мостом через реку Мойку.
Рядом с мостом расположены комплекс Новая Голландия и здание Морских Крюковских казарм (Центральный военно-морской музей).
Ниже по течению находится мост Декабристов.
Ближайшие станции метрополитена — «Садовая», «Сенная площадь» и «Спасская».

## Название
С 1798 года мост назывался Конюшенным, так как набережная левого берега Мойки тогда была Конюшенной улицей. С 1812 года мост именовался Канавским, затем Канальным (1820—1875) или Канавным (1836—1844) — в XVIII—XIX веках петербургские каналы часто называли канавами. В 1868 году мост получил название Тюремный из-за располагавшегося рядом здания городской тюрьмы (Литовский замок), сожжённого в дни Февральской революции в 1917 году. Иногда мост именовали Литовским. В марте 1919 года мост переименовали в мост Матвеева, в память о комиссаре, рабочем-коммунисте, участнике гражданской войны С. М. Матвееве, убитом в 1918 году и похороненном на площади Коммунаров. Современное название — Матвеев мост.

## История
Построен в 1784—1786 годах по типовому проекту для мостов Крюкова канала: трёхпролётный деревянный мост на опорах из бутовой кладки, облицованных гранитом, центральный пролёт разводной, боковые — балочные. Автор проекта неизвестен. В конце XIX века разводное пролётное строение было заменено постоянным. В 1905 году деревянные прогоны моста были заменены на металлические двутавровые балки с двойным деревянным настилом, исправлена кладка устоев. Технический надзор строительных работ осуществлял инженер П. А. Лихачёв.
В 1950 году произведён капитальный ремонт моста по проекту архитектора Т. В. Берсеньевой и инженеров П. В. Андреевского, А. Д. Гутцайта. Работы выполняла 1-я строительная контора треста «Ленмостострой» под руководством инженера В. Е. Ефимова. Были заново переложены все опоры, уложены новые металлические балки пролётного строения, с устройством железобетонной плиты проезжей части. В 1954 году восстановлены торшеры с фонарями.

## Конструкция

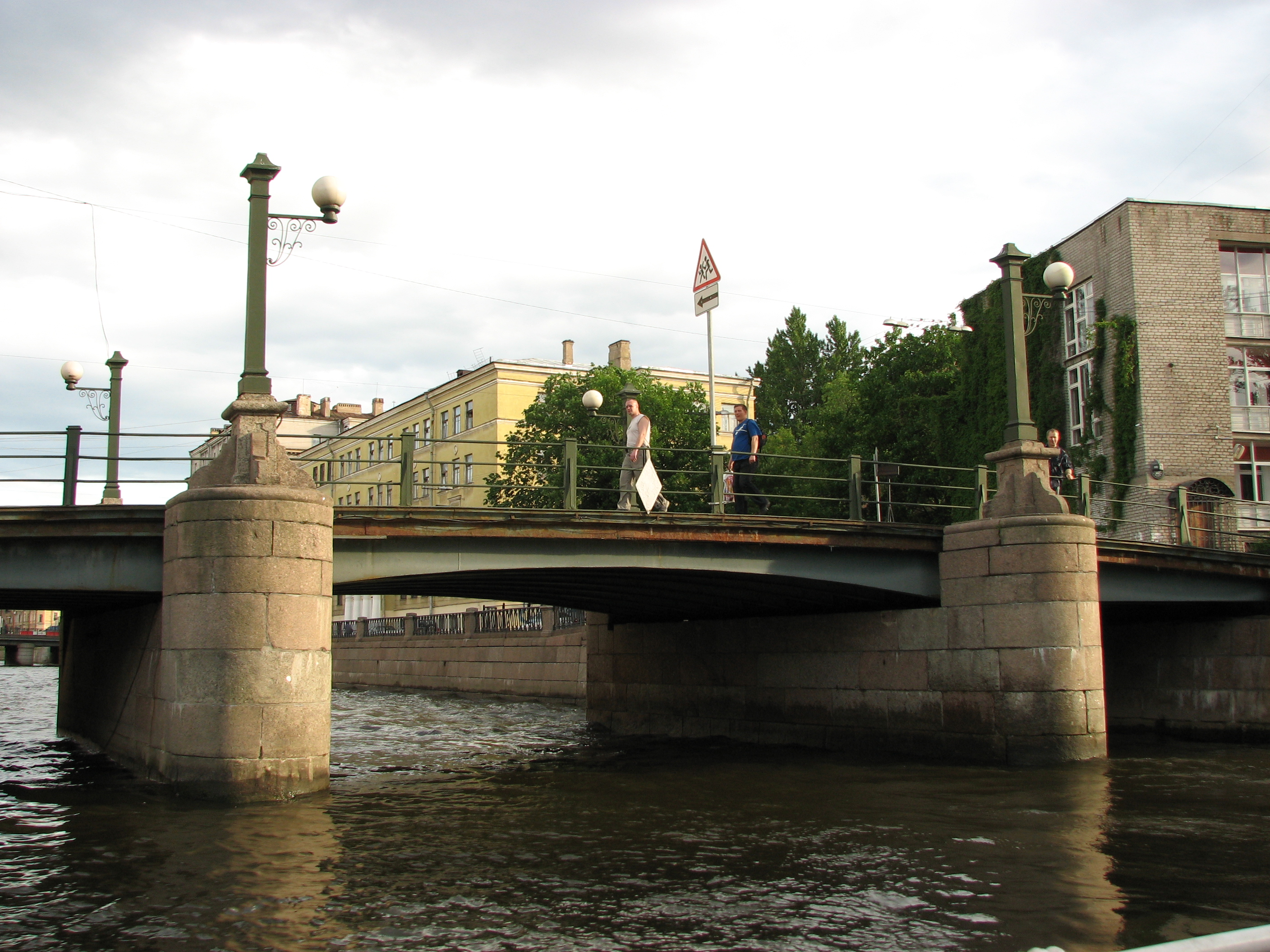
Матвеев мост, 2007 год

Мост трёхпролётный металлический, балочно-неразрезной системы. Разбивка на пролеты 6,45 + 11,15 + 6,45 м. Мост косой в плане, угол косины 81°10'. Пролётное строение состоит из 8 стальных двутавровых балок с криволинейным очертанием нижнего пояса, объединённых поперечными балками. Сверху балок устроена железобетонная плита. Промежуточные опоры бутовой кладки с массивной гранитной облицовкой. Устои бетонные на свайном основании из деревянных свай, с массивной гранитной облицовкой. Общая длина моста составляет 24,7 (27,1) м, ширина — 9,78 м (из них ширина проезжей части — 6,98 м и два тротуара по 1,4 м).
Мост предназначен для движения автотранспорта и пешеходов. Проезжая часть моста включает в себя две полосы для движения автотранспорта. Покрытие проезжей части и тротуаров — асфальтобетон. Перильное ограждение металлическое, простого рисунка, завершается на устоях гранитными тумбами. На промежуточных опорах на гранитных постаментах установлены четыре фигурных торшера художественного литья с фонарями.